# Tobias Hans
Tobias Hans (ur. 1 lutego 1978 w Neunkirchen) – niemiecki polityk, działacz Unii Chrześcijańsko-Demokratycznej (CDU), od 2018 do 2022 premier Saary.

## Życiorys
W 1997 uzyskał maturę w Homburgu. Rok później podjął nieukończone studia z zakresu informatyki i anglistyki na Uniwersytecie Kraju Saary. W latach 1998–2005 pracował w klinice psychosomatycznej w Münchwies.
W 1992 wstąpił do chadeckiej młodzieżówki Junge Union, a w 1994 został członkiem CDU. Od 2004 był wybierany do rady miejskiej w Neunkirchen. W 2006 został pracownikiem frakcji CDU w landtagu, w latach 2007–2008 był asystentem ministra sprawiedliwości w rządzie Saary.
W 2009 uzyskał mandat posła do landtagu, który odnawiał w kolejnych wyborach (do 2022 włącznie). W 2015 stanął na czele frakcji deputowanych swojego ugrupowania. 1 marca 2018 został wybrany na nowego premiera Saary, zastępując na tej funkcji Annegret Kramp-Karrenbauer. Kierowana przez niego krajowa CDU zdecydowanie przegrała kolejne wybory do landtagu w marcu 2022. 25 kwietnia 2022 Tobias Hans zakończył pełnienie funkcji premiera landu.